# 29 юли
29 юли е 210-ият ден в годината според григорианския календар (211-ви през високосна година). Остават 155 дни до края на годината.

## Събития
- 626 г. – Започва десетдневната аварска обсада на Константинопол с участие на славяни, българи и други народи.
- 1014 г. – Българо-византийски войни: Българската войска претърпява поражение от войските на византийския император Василий II в Битката при Беласица; цар Самуил умира при вида на 15 000 осакатени военнопленници.
- 1586 г. – Основан е руският град Тюмен, нефтената столица на Сибир.
- 1588 г. – Англо-испанска война (1585-1604): Военният флот на испанския крал Филип II е изпратен, за да завладее Англия, но е разбит в протока Ла Манш от английската флота.
- 1830 г. – След избухването на Юлската революция във Франция е детрониран крал Шарл X.
- 1856 г. – (стар стил) Българските земи под османско владичество: В Търново Капитан Дядо Никола обявява въстание.
- 1858 г. – Подписана е първата търговска спогодба между САЩ и Япония, по силата на която Япония открива за посещения на чужденци Токио и Осака.
- 1877 г. – Главната щабквартира на руския император Александър II по време на Руско-турската освободителна война се премества в Бяла (Област Русе).
- 1885 г. – На заседание на Българския таен централен революционен комитет (БТЦРК) в село Дермендере (днес Първенец) се взима решение за обявяване на въстание за Съединението на Княжество България с Източна Румелия.
- 1900 г. – Италианският крал Умберто I е убит от анархист.
- 1913 г. – След края на Междусъюзническата война с царски указ на Фердинанд I е обявена демобилизация на българската армия.
- 1917 г. – с православен ритуал е осветена Вилата на Генерала.
- 1921 г. – Адолф Хитлер е избран за ръководител на Националсоциалистическата германска работническа партия.

- 1946 г. – Започва Парижката мирна конференция с цел уреждане на проблемите в Европа след Втората световна война.
- 1948 г. – Олимпийски игри: След 12-годишно прекъсване поради Втората световна война се откриват Летни олимпийски игри 1948 в Лондон.
- 1957 г. – Основана е Международна агенция за атомна енергия (МААЕ).
- 1958 г. – В САЩ е създадено Национално управление по въздухоплаване и изследване на космическото пространство (НАСА).
- 1967 г. – Учредена е Задруга на майсторите на народните художествени занаяти.
- 1973 г. – Георгиос Пападопулос става временен президент на Гърция, след като е оглавил военния държавен преврат през април 1967 г.
- 1981 г. – Даяна Спенсър и английският престолонаследник и принц на Уелс Чарлз сключват брак в катедралата Свети Павел в Лондон.
- 1992 г. – Учредена е Българска асоциация на туристическите агенции (БАТА).
- 1994 г. – Бившият министър-председател на Италия Бетино Кракси е осъден на осем и половина години затвор заради злоупотреби.
- 2002 г. – Министър-председателят Симеон Сакскобургготски представя България на срещата на Пакта за стабилност в Залцбург, Австрия.
- 2005 г. – Астрономи обявяват откриването на планетата джудже Ерида в Слънчевата система.

## Родени
- 1605 г. – Зимон Дах, германски поет († 1659 г.)
- 1805 г. – Алексис дьо Токвил, френски историк и политолог († 1859 г.)
- 1817 г. – Иван Айвазовски, руски художник († 1900 г.)
- 1860 г. – Виторио Ботего, италиански офицер († 1897)
- 1867 г. – Бертхолд Опенхайм, равин от Моравия († 1942 г.)
- 1871 г. – Пиетро Бадолио, италиански политик († 1956 г.)
- 1883 г. – Бенито Мусолини, италиански фашистки диктатор († 1945 г.)
- 1884 г. – Борис Асафиев, руски композитор († 1949 г.)
- 1885 г. – Теда Бара, американска актриса († 1955 г.)
- 1892 г. – Петър Романовски, руски шахматист († 1964 г.)
- 1892 г. – Уилям Пауъл, американски актьор († 1984 г.)
- 1900 г. – Ейвинд Юнсон, шведски писател, Нобелов лауреат през 1974 г. († 1976 г.)
- 1905 г. – Даг Хамаршелд, шведски дипломат, Нобелов лауреат през 1961 г. († 1961 г.)
- 1918 г. – Емил Манов, български сценарист († 1982 г.)
- 1922 г. – Михаил Минин, руски войник († 2008 г.)
- 1925 г. – Микис Теодоракис, гръцки композитор († 2021 г.)
- 1930 г. – Васил Попов, български писател († 1980 г.)
- 1937 г. – Даниъл Макфадън, американски икономист, Нобелов лауреат през 2000 г.
- 1938 г. – Луис Арагонес, испански футболист († 2014 г.)
- 1939 г. – Джан Пиеро Ревербери, италиански композитор, диригент и аранжор, създател на „Рондо Венециано“
- 1940 г. – Иван Божилов, български историк († 2016 г.)
- 1941 г. – Розмари Стателова, български учен
- 1942 г. – Стен Надолни, германски писател
- 1945 г. – Елена Райнова, българска актриса
- 1946 г. – Стиг Бломквист, шведски рали състезател
- 1947 г. – Атанас Славов, български писател († 2022 г.)
- 1948 г. – Райна Каблешкова, български историограф и етнолог († 2021 г.)
- 1952 г. – Олга Махри, българска поетеса
- 1956 г. – Васил Божков, български предприемач
- 1957 г. – Виктор Гавриков, литовски шахматист († 2016 г.)
- 1959 г. – Джон Сайкс, британски рокмузикант († 2024 г.)
- 1959 г. – Мартина Вачкова, българска актриса
- 1959 г. – Мирослав Цветанов, български актьор, сценограф и учен
- 1962 г. – Карл Кокс, британски диджей
- 1969 г. – Греъм Пол, английски футболен съдия
- 1969 г. – Дейна Уайт, американски бизнесмен, президент на организацията по свободни боеве UFC
- 1972 г. – Метин Казак, български политик
- 1972 г. – Четин Казак, български политик
- 1973 г. – Стефания Колева, българска актриса
- 1977 г. – Пламен Николов, български политик
- 1980 г. – Фернандо Гонсалес, чилийски тенисист
- 1981 г. – Фернандо Алонсо, испански пилот от Формула 1
- 1983 г. – Димо Алексиев, български актьор
- 1984 г. – Джесика Мадисън, американска актриса († 2006 г.)
- 1984 г. – Уилсън Паласиос, хондураски футболист
- 1986 г. – Николай Николов, български волейболист
- 1994 г. – Даниеле Ругани, италиански футболист

## Починали
- 238 г. – Пупиен, римски император (* ок. 164 г.)
- 1030 г. – Олаф II, крал на Норвегия (* 995 г.)
- 1032 г. – Матилда Швабска, херцогиня на Каринтия и Горна Лотарингия (* 988 г.)
- 1095 г. – Ласло I, крал на Унгария (* 1040 г.)
- 1099 г. – Урбан II, римски папа (* 1042 г.)
- 1108 г. – Филип I, крал на Франция (* 1052 г.)
- 1507 г. – Мартин Бехайм, германски учен (* 1459 г.)
- 1644 г. – Урбан VIII, римски папа (* 1568 г.)
- 1662 г. – Висарион Смоленски, православен светец (* ? г.)
- 1808 г. – Селим III, султан на Османската империя (* 1761 г.)
- 1844 г. – Франц Моцарт, австрийски композитор (* 1791 г.)
- 1856 г. – Карел Хавличек Боровски, чешки журналист (* 1821 г.)
- 1856 г. – Роберт Шуман, германски композитор (* 1810 г.)
- 1857 г. – Шарл Люсиен Бонапарт, френски зоолог (* 1803 г.)
- 1890 г. – Винсент ван Гог, нидерландски художник (* 1853 г.)
- 1900 г. – Умберто I, крал на Италия (* 1844 г.)
- 1913 г. – Тобиас Михаел Карел Асер, нидерландски политик, Нобелов лауреат (* 1838 г.)
- 1917 г. – Райна Княгиня, българска учителка и революционерка (* 1856 г.)
- 1917 г. – Иван Колев, български военен деец (* 1863 г.)
- 1918 г. – Мирон Бешков, български общественик (* 1837 г.)
- 1947 г. – Йордан Иванов, български учен (* 1872 г.)
- 1962 г. – Роналд Фишер, английски учен (* 1980 г.)
- 1974 г. – Ерих Кестнер, германски писател (* 1899 г.)
- 1974 г. – Петко Карлуковски, български актьор (* 1921 г.)
- 1975 г. – Джеймс Блиш, американски писател (* 1921 г.)
- 1980 г. – Филип Голиков, съветски маршал (* 1900 г.)
- 1982 г. – Владимир Зворикин, руско-американски изобретател (* 1889 г.)
- 1983 г. – Дейвид Нивън, британски актьор († 1910 г.)
- 1983 г. – Луис Бунюел, испански режисьор (* 1900 г.)
- 1986 г. – Емил Коралов, български писател (* 1906 г.)
- 1992 г. – Йован Рашкович, хърватски политик (* 1929 г.)
- 1995 г. – Георги Павлов, български художник (* 1913 г.)
- 2001 г. – Едвард Герек, полски политик и държавник (* 1913 г.)
- 2006 г. – Арсений Пловдивски, български духовник (* 1932 г.)
- 2018 г. – Оливер Драгоевич, хърватски певец и музикант (* 1947 г.)